# Seo Ye-ji
Seo Ye-ji (a volte Seo Yea-ji, 서예지?, Seo Ye-jiLR; Seul, 6 aprile 1990) è un'attrice sudcoreana.

## Biografia
Seo apparve per la prima volta nel 2013 in una pubblicità per SK Telecom e debuttò come attrice nella sitcom Gamjabyeol 2013QR3 lo stesso anno.

## Filmografia

### Cinema
- Na-wa S4 i-yagi (나와 S4 이야기?), regia di Jung Woo-sung – cortometraggio (2013)
- Sado (사도?), regia di Lee Joon-ik (2015)
- Bimil (비밀?), regia di Park Eun-kyung e Lee Dong-ha (2015)
- Bongyi Kim Seondal (봉이 김선달?), regia di Park Dae-min (2016)
- Dareun gir-i itda (다른 길이 있다?), regia di Jo Chang-ho (2017)
- Brother (부라더?), regia di Jang Yoo-jung (2017)
- Gi-eog-eul mannada (기억을 만나다?), regia di Gu Beom-seok (2018)
- Amjeon (암전?), regia di Kim Jin-won (2019)

### Televisione
- Gamjabyeol 2013QR3 (감자별 2013QR3?) – serie TV (2013-2014)
- Yagyeongkkun ilji (야경꾼 일지?) – serie TV (2014)
- Se yeoja gachulsodong (세 여자 가출소동?) – film TV (2014)
- Gabong (가봉?) – film TV (2014)
- Super Daddy Yeol (슈퍼대디 열?) – serie TV (2015)
- Last (라스트?) – serie TV (2015)
- Murim hakgyo (무림학교?) – serie TV (2016)
- Tto! Oh Hae-young (또! 오해영?) – serie TV, episodio 15 (2016)
- Hwarang (화랑?) – serie TV (2016)
- Save Me (구해줘?, GuhaejwoLR) – serie TV (2017)
- Mubeop byeonhosa (무법 변호사?) – serie TV (2018)
- Psycho-jiman gwaenchanh-a (사이코지만 괜찮아?) – serie TV (2020)

## Riconoscimenti
- 2014 – MBC Drama Awards
  - Nomination Miglior nuova attrice per Yagyeongkkun ilji